# Grad Polanen
Grad Polanen je bil grad, ki se nahaja v današnjem kraju Monster, Južna Holandija na Nizozemskem. Izvorni grad rodbine Polanenskih je bil leta 1351 oblegan in leta 1394 porušen. Nekoliko južneje ga je nadomestil manjši dvorec.

## Značilnosti gradu

### Grad
Grad Polanen se je nahajal na otoku ali notranjem oboru velikosti 42 x 29 m. Otok je obdajal 12 m širok jarek. Na severovzhodnem vogalu je bila stanovanjski stolp ali donžon, zgrajen cca. leta 1300. Meril je 11.60 do 11.30 m, na notranji strani pa 7,60 krat 7,10 m, zaradi česar je zid na nivoju temeljev debel približno 2 m. Na vrhu so bili zidovi debeli še 1,30 m. Bil je vsaj 12 m visok. Uporabljene opeke so merile 29-30 * 13-14 * 5-7 cm.
V dvajsetih letih 13. stoletja so gradu dodali še druge zgradbe. Na severovzhodnem vogalu terena je bil prizidan manjši stopniščni stolp. Njen severozahodni vogal je mejil na vzhodni vogal stanovanjskega stolpa. Ugotovljeno je bilo, da je stopniščni stolp s straniščem, ker je bil odprt na sprednji strani vode v višini tal.  Vrh stopnice so kasneje našli v severnem jarku. 
Grad Polanen se od drugih samotnih stolpnih hiš loči po tem, da je bil zgrajen na velikem zemljišču. Večina drugih samotnih stolpov je bila na majhnem otoku brez prostora za druge zgradbe. Zato se zdi, da je bil Polanen ves čas načrtovan za razširitev, vendar je bil ta načrt okrnjen zaradi njegovega rušenja leta 1394.

### Dvorec
Južno od obora je bil še en teren velikosti 21 krat 21 m. Najstarejši artefakti, najdeni na tem terenu, so bili iz leta 1400, kar je verjetno lokacija dvorca, ki je nasledil grad Polanen, potem ko je bil dokončno porušen leta 1393. Ta dvorec je bil sestavljen iz dveh pravokotnih stavb z majhnim stolpom, ki je imel samo reprezentativen namen.
Ta otok je imel samo 9 m širok jarek. Graščina je v 15. stoletju postopoma dobila značaj kmetije. Za kmetijske namene so otok razširili s premikom jugovzhodnega jarka še bolj navzven. Okrog leta 1700 je graščino zamenjala običajna kmetija.

## Zgodovina

### Rodbina Polanenskih
6. novembra 1295 je grof Floris V. Nizozemski podelil fevdno posest Polanenski grad Filipu Duvenvoordskemu. Bil je mlajši član rodbine Duvenvoordskih, ki je imela sedež na gradu Duivenvoorde.
Filipov sin Janez gospod Polanenski (okoli 1285–1342) in Filipov naravni sin Viljem Duvenvoordski sta postala zelo uspešna. Janez je pridobil veliko posesti in fevdov v bližini Monstra. Janezu je pomagal njegov stric Diederik Walejski, ki mu je npr. podaril zelo donosen mlin na veter v Voswijku blizu Monsterja. Že leta 1305 je bil Janez imenovan "Polanenski". Janez Polanenski in Viljem Duvenvoordski sta okoli leta 1316 postala svetovalca grofa Viljema III.
Razlog, da je grad Polanen ostal stolpni grad in se ni razvil v nov grad, je bila bleščeča kariera bratov. 5. avgusta 1320 je Janez dobil grad Nieuwendoorn blizu Krabbendama, ki je bil pravi grad. Leta 1327 je Janez dobil grad Stari Haerlem, ki je postal grad, ki je ustrezal njegovemu novemu statusu. Leta 1342 je Janez II., gospod Polanenski, nasledil svojega očeta.

### Mlajša veja Polanenskih
Leta 1345 je Filipu I. Polanenskemu njegov starejši brat Janez II. podelil grad Polanen v sekundarni fevd. V aktu je bilo omenjeno: Die huysinghe tot Pollanen, beyde boven ende beneden, ende met den heemwerf daer sij op staet ende met den ouden hove binnen de uyterste grafte. (Stanovanjski stolp v Polanenu, zgornji in spodnji, ter teren, na katerem stoji, vključno s starim dvoriščem znotraj zunanjega jarka.).

### Obleganje leta 1351
Med vojnami trnka in trske je rodbina Polanenskih pripadala zavezništvu Trnkov, ki je podpiralo Margareto II., grofico Hainautsko proti njenemu sinu Viljemu V. Holandskemu. Vojna je resno izbruhnila, potem ko je Viljem Holandski februarja 1351 vstopil v svojo grofijo. Po neuspelih pogajanjih je Viljem okoli aprila 1351 zasedel Dordrecht. Nato je začel svojo kampanjo proti gradovom gospodov pripadnikov zavezništva Trnkov. Najprej je sledilo dolgotrajno obleganje gradu Rosenburgh pri Voorschotenu. Sledilo je kratko obleganje gradu Binckhorst, nato pa je bil čas za obleganje gradu Polanen.
1. junija 1351 so udarni oven, ki je služil na gradu Rosenburg, in še enega novega poslali v Polanen. Ti so se imenovali mol ali krt, in bi zagotavljal kritje za svojo posadko, medtem ko so polnili jarek, nato pa z nabijanjem porušili zid. Malo pred 1. junijem se je v Haagu začela gradnja oblegovalnega stolpa za Polanen.
V začetku junija so prišli prvi oblegovalci. To je bilo morda le nekaj deset mož, ki so blokirali dostop do gradu. Morda je bilo to samo 9 mož, ki so prispeli 6. junija, od tega 8 Angležev. 8. junija je prispel gospod Viljem Wateringenski s 24 Angleži. Kmalu sta prispela grofov šotor in prapor pred grad ter trebušet. Skupno število oblegovalcev je ocenjeno na 50. Sodeč po najdenih kamnitih nabojih trebušet in ostankih v jarku je bilo bombardiranje precej resno. Oblegani so se predali okoli 22. junija.

### Verjetna obnova
Kaj se je nato zgodilo v Polanenu, ni tako jasno. Nobenih znakov ni, da bi bil grad Polanen po obleganju leta 1351 porušen. Hitro uničenje, ki bi ga naredilo trajno neuporabnega, in bi povzročilo, da bi večina padla v jarek, vendar ni bilo nobenih znakov tega.
Med obleganjem leta 1351 je bil Filip I. Polanenski odsoten, ker je poveljeval gradu Geertruidenberg, ki je bil oblegan v začetku oktobra 1351. Leta 1355 je Filip I. sklenil mir z grofom Viljemom. Ko je Viljem znorel, je njegov mlajši brat Albert leta 1358 postal regent. Frakcija Trsk in mesto Delft sta nasprotovala njegovemu regentstvu, zato so bili Trnki na strani regenta Alberta.
Obstaja trditev, da so februarja 1359, tik pred obleganjem Delfta leta 1359, nekateri gospodje trske napadli in uničili grad Polanen in grad Binckhorst. Tudi če se je ta napad zgodil, verjetno ni povzročil trajne škode. Za Filipa I. so bila to dobra leta, do leta 1366 je bil grofov svetovalec. Leta 1374 je poveljeval 25 možem proti Utrechtu.

### Uničenje leta 1394
Leta 1375 je Filip II. naslednik gospodov Polanenskih. Na Albertovem dvoru je naredil hitro kariero. Leta 1381 je postal sodni izvršitelj v Schielandu, leta 1391 pa Hoogheemraad Delflandije.
V noči z 22. na 23. september 1392 je bila umorjena grofova ljubica Aleida Poelgeestska. Filip Polanenski je bil eden glavnih osumljencev in je pobegnil iz grofije. V računih grofije iz leta 1394 je bil zidarju plačan denar za 10 tednov lomljenja opeke z gradu. Drugi izvajalec je bil plačan za 28 dni, ki jih je porabil za zapolnitev jarkov in prevoz opeke v Haag.

### Izgradnja dvorca
Leta 1396 je Filip II. Polanenski sklenil mir z grofom Albertom. Dobil je nekaj svojih uradov nazaj in se pridružil grofu v štirih vojaških pohodih proti Friziji. Med letoma 1396 in 1401 je Filip zgradil novo graščino nekoliko jugovzhodneje od nekdanjega gradu.

### Heenvlietski
Dvorec Polanen in pripadajoča fevdna posest je leta 1401 prišla v roke rodbine Heenvlietskih. Tega leta je umrl Filip II. Polanenski in sestra Filipa II., Elizabeta Polanenska, je podedovala fevde, ki jih je lahko podedovala, kot je grad Polanen. Drugi deli dediščine so se vrnili fevdnemu gospodu. Polanen je vključeval 61,5  juter zemlje. Elizabeta je dobila tudi nekaj druge posesti. Umrla je pred 5. aprilom 1405. Poročena je bila s Hugom IV. Heenvlietskim (okoli 1351–1409). Njun četrti otrok, Katarina (1371-1421), se je poročila s Henrikom III. Naaldwijškim (1367-1419).

### Naaldwijški in Arenberški
Henrik III. van Naalswijški je imel sina Viljema III. (1397-1444), poročenega z Vilhelmino Egmontsko. Imela sta sina Henrika IV. Naaldwijškega (1434-1496), poročenega z Mahteldom Jaarsveldsko. Henrik IV. in Mahteld sta imela hčer Vilhelmino Naaldwijško (1460-1506). Približno leta 1450 je imela rodbina Naaldwijška v lasti fevd Polanen. Vilhelmina se je leta 1475 poročila z Janezom III. Montfoortskim (okoli 1448–1522). Leta 1507 je njuna hči Mahteld Montfoortska (1475–1550) nasledila Polanen. Poročena je bila z Robertom iz Marke gospodom Arenberškim. Posest Polanen je leta 1550 nasledila njena hči Margareta, poročena z Janezom Lignejskim.
Med osemdesetletno vojno je Karel Arenberški ostal zvest španskemu kralju, kar je privedlo do sekvestra njegove posesti na Nizozemskem. Med dvanajstletnim premirjem je Arenberški leta 1612 prodal večino svojih zemljišč. Frideriku Henriku, princ Oranskemu za 360.000 guldnov. Polanen ni bil del tega posla. Leta 1612 je nastal opis inventarja. Bila je kmetija s 14 kravami in 5 konji. Pridelovala je poljščine in proizvajala sir.
Leta 1627 je Friderik Henrik kupil graščino Polanen za 13.390 guldnov. Nekaj zemljevidov z upodobitvijo gradu so takrat izdelali geodeti. Transakcija s Friderikom Henrikom je končala status Polanena kot zaostalega fevda. Stara graščina je bila po vsej verjetnosti porušena okrog leta 1700, z jarkom vred. Nova kmetija je bila zgrajena iz stare opeke.